# Odeon v Filipopolisu
Odeon v Filipopolisu (bolgarsko Одеон на Филипополис) je bila hiša mestnega sveta meščanov (znanega kot bulevterij) starodavnega Plovdiva.
Zaradi ustrezne zgradbe so jo uporabljali tudi kot gledališče. Stavbe Odeona so imele štiri obdobja gradnje: od 2. stoletja našega štetja (v času vladavine Hadrijana), ko je bil prvotno zgrajen, do 4. stoletja našega štetja, ko je bil opuščen. Obstoj take zgradbe v starodavnem Plovdivu je znak pomembnosti Filipopolisa kot kulturnega in političnega središča.
Okoli Odeona so bili odkriti dokazi o uničenju 250/1 s strani Gotov.

## Lega
Odeon iz Filipopolisa je bil odkrit v bližini ulice generala Gurka v severovzhodnem vogalu rimskega foruma v Plovdivu. Naravna povezava med odeonom in forumom je bila uničena med gradnjo bulvarja Marije Luize in tunela pod glavno ulico za pešce v Plovdivu.

## Odeon
Odeon je bila pravokotna stavba sestavljena iz tipičnih elementov za pokrita gledališča, kot so skena, orkestra in cavea. Skena je ozek in se po dolžini razprostira po celotni širini cavee. Proskenion (podij pred skeno) je bil 1,5 m višji od nivoja orkestra. Prednja skena je bila dvonadstropna, zgrajena v korintskem slogu rimskega tipa, ki je bil značilen za to obdobje. Tipično za gledališke zgradbe so bili v steni skene najdeni navpični utori, ki nakazujejo, da je verjetno obstajala struktura za dvigovanje in spuščanje zavese. Višina konstrukcije, ki nosi caveo, je bila precejšnja.
Orkestra je imela obliko podkve, značilno za rimske province. V zadnjem obdobju gradnje Odeona pa se je velikost orkestre zmanjšala in njegova oblika je postala polkrožna. Tla so bila narejena iz velikih marmornih plošč, obdanih z marmornimi ortostati v bližini cavee. Zid okoli vzhodnega konca orkestre je podpiral najnižji del cavee.
Cavea obdaja vzhodno stran orkestre in je imela med 300 in 350 sedeži za gledalce, razporejenimi v obliki stopenj za boljšo vidljivost. Obokana struktura s številnimi obokanimi prostori v obliki prisekanega stožca je podpirala caveo. Podobna struktura je bila uporabljena za gradnjo gledališča v Koloseju v Rimu. Cavea je ločena od skene preko paroda.

## Konserviranje in restavriranje
Odeon v Filipopolisu sta leta 1988 odkrila arheolog Z. Dimitrov in Maya Martinova. Leta 1995 je bil starodavni spomenik uvrščen med kulturne vrednote državnega pomena. Konservatorska dela so bila izvedena leta 2002 s finančno podporo fundacije Leventis.